# The Academic
A The Academic ír indie rock zenekar, melyet 2013-ban alapítottak. Az együttes tagjai Craig Fitzgerald, Dean Gavin, valamint két testvér, Matthew és Stephen Murtagh. Debütáló stúdióalbumuk, a Tales from the Backseat 2018 januári megjelenését követően hamarosan az ír albumlista első helyen szerepelt.

## Története

### Megalakulás és az első évek (2013–2016)
Az együttest 2013-ban alapította Craig Fitzgerald, Dean Gavin, Matthew Murtagh és Stephen Murtagh, akik ebben az időben közösen jártak középiskolába az írországi Rochfortbridgeben.
Debütáló középlemezük, a Loose Friends olyannyira nagy sikert aratott, hogy első koncertjükre minden jegy elkelt. 2016-ban egy helyi rádióadó, a RTÉ 2FM felkérésére a zenekar a Groningen városában lezajló Eurosonic Noorderslag zenei fesztiválon képviselte Írországot.

### Tales from the Backseat(2017–2019)
A projekt 2017 júliusában jelentős médiaérdeklődésre tett szert a Bear Claws című slágerével, amelyet stílusában a The Strokes zenéjéhez hasonlítottak.
2017 októberében jelentették be, hogy első stúdióalbumuk, a Tales from the Backseat 2018. január 12-én fog megjelenni. Az album kritikai fogadtatása meglehetősen pozitív volt, az ír albumlista első helyén szerepelt.

### Első stúdióalbumokat követően (2020 – napjainkig)
2020 májusában bejelentették, hogy a zenekar leszerződött a Capitol Records amerikai lemezkiadó vállalathoz.

## Tagjai
- Craig Fitzgerald – ének, gitár
- Matthew Murtagh – gitár, háttérvokál
- Stephen Murtagh – basszusgitár, háttérvokál
- Dean Gavin – dob, háttérvokál[9]

## Diszkográfia

### Stúdióalbumok
| Cím                     | Részletek                                               |
| ----------------------- | ------------------------------------------------------- |
| Tales from the Backseat | - Megjelent: 2018. január 12. - Kiadó: Downtown Records |

### Középlemezek
| Cím              | Részletek                     |
| ---------------- | ----------------------------- |
| Loose Friends    | - Megjelent: 2018. január 12. |
| Acting My Age    | - Megjelent: 2020. július 10. |
| Community Spirit | - Megjelent: 2021. július 16. |

### Kislemezek
| Cím                      | Év   | Album                   |
| ------------------------ | ---- | ----------------------- |
| Girlfriends              | 2013 | –                       |
| Different                | 2015 | Loose Friends           |
| Northern Boy             | 2015 | Loose Friends           |
| Mixtape 2003             | 2016 | –                       |
| Bear Claws               | 2017 | Tales from the Backseat |
| Permanent Vacation       | 2017 | Tales from the Backseat |
| Why Can't We Be Friends? | 2017 | Tales from the Backseat |
| Bite My Tongue           | 2017 | Tales from the Backseat |
| Fake ID                  | 2017 | Tales from the Backseat |
| Superlike                | 2019 | –                       |
| Aftertaste               | 2019 | –                       |
| Anything Could Happen    | 2020 | –                       |

## Fordítás
- Ez a szócikk részben vagy egészben  a   The Academic című angol Wikipédia-szócikk ezen változatának fordításán alapul.  Az eredeti cikk szerkesztőit annak laptörténete sorolja fel. Ez a jelzés csupán a megfogalmazás eredetét és a szerzői jogokat jelzi, nem szolgál a cikkben szereplő információk forrásmegjelöléseként.